# Pieni Mustanselän metsä
Pieni Mustanselän metsä este o arie protejată (arie specială de conservare — SAC, sit de importanță comunitară — SCI) din Finlanda întinsă pe o suprafață de 41 ha, integral pe uscat.

## Localizare
Centrul sitului Pieni Mustanselän metsä este situat la coordonatele 63°30′55″N 27°49′05″E / 63.5153°N 27.8181°E.

## Înființare
Situl Pieni Mustanselän metsä a fost declarat sit de importanță comunitară în iunie 2005 pentru a proteja un număr necunoscut de specii din flora spontană și fauna sălbatică aflate în arealul zonei. Situl a fost protejat și ca arie specială de conservare în aprilie 2015.

## Biodiversitate
Situată în ecoregiunea boreală, aria protejată conține 2 habitate naturale: Taiga vestică, Mlaștini împădurite.
La baza desemnării sitului se află un număr nedeclarat de specii protejate.